# Großbockedra
Großbockedra település Németországban, azon belül Türingiában. Lakosainak száma 158 fő (2023. december 31.).

## Népesség
A település népességének változása:
| Lakosok száma | 172  | 167  | 163  | 162  | 158  |
|               | 2017 | 2019 | 2021 | 2022 | 2023 |